# Tour Postel 2001
La Torre Postel 2001 (en francés: Tour Postel 2001) es un rascacielos ubicado la calle Jessie Owens en el distrito de Plateau, en Abiyán, en el país africano de Costa de Marfil. Terminado en 1984 y alcanzando un máximo de más de 105 metros, Postel 2001 es una de las últimas estructuras entre las construidas por el gobierno de Costa de Marfil en la década de 1970 para albergar las oficinas administrativas. 
Esta es a veces erróneamente llamada Postel 2000 debido a que la mayoría de los edificios con este patrón de nombre son de 2000, no de 2001.